# Union für Erneuerung und Demokratie
Die Union für Erneuerung und Demokratie (französisch Union pour le Rénouveau et la démocratie, abgekürzt URD) ist eine politische Partei in Tschad. 
Derzeit befindet sich die Partei in der Opposition.
Seit dem Tod des Parteigründers Wadel Abdelkader Kamougué im Jahr 2011 wird sie von Sande Ngaryimbé geführt. Kamougué erhielt bei der Präsidentschaftswahl 2001 6 Prozent der Stimmen. Bei der Parlamentswahl 2002 erreichte die URD 3 von 155 Parlamentssitzen, bei der Parlamentswahl 2011 erreichte sie 9 von 188 Mandaten und ist damit die größte Oppositionspartei im Parlament. Von der ebenfalls 2011 stattgefundenen Präsidentschaftswahl zog die Partei ihren Kandidaten Kamougué zurück, da sie Wahlbedingungen als unfair ansah.
Die Partei ist Mitglied im oppositionellen Parteibündnis zur Verteidigung der Verfassung (Coalition des partis pour la défense de la Constitution, abgekürzt CPDC).